# Opisthoxia ornata
Opisthoxia ornata är en fjärilsart som beskrevs av Frederick H. Rindge 1958. Opisthoxia ornata ingår i släktet Opisthoxia och familjen mätare. Inga underarter finns listade i Catalogue of Life.